# 圣科隆瓦德索莫萨
圣科隆瓦德索莫萨，是西班牙卡斯蒂利亚-莱昂莱昂省的一个市镇。 总面积179平方公里，总人口450人（001年），人口密度3人/平方公里。